# 白银贸易

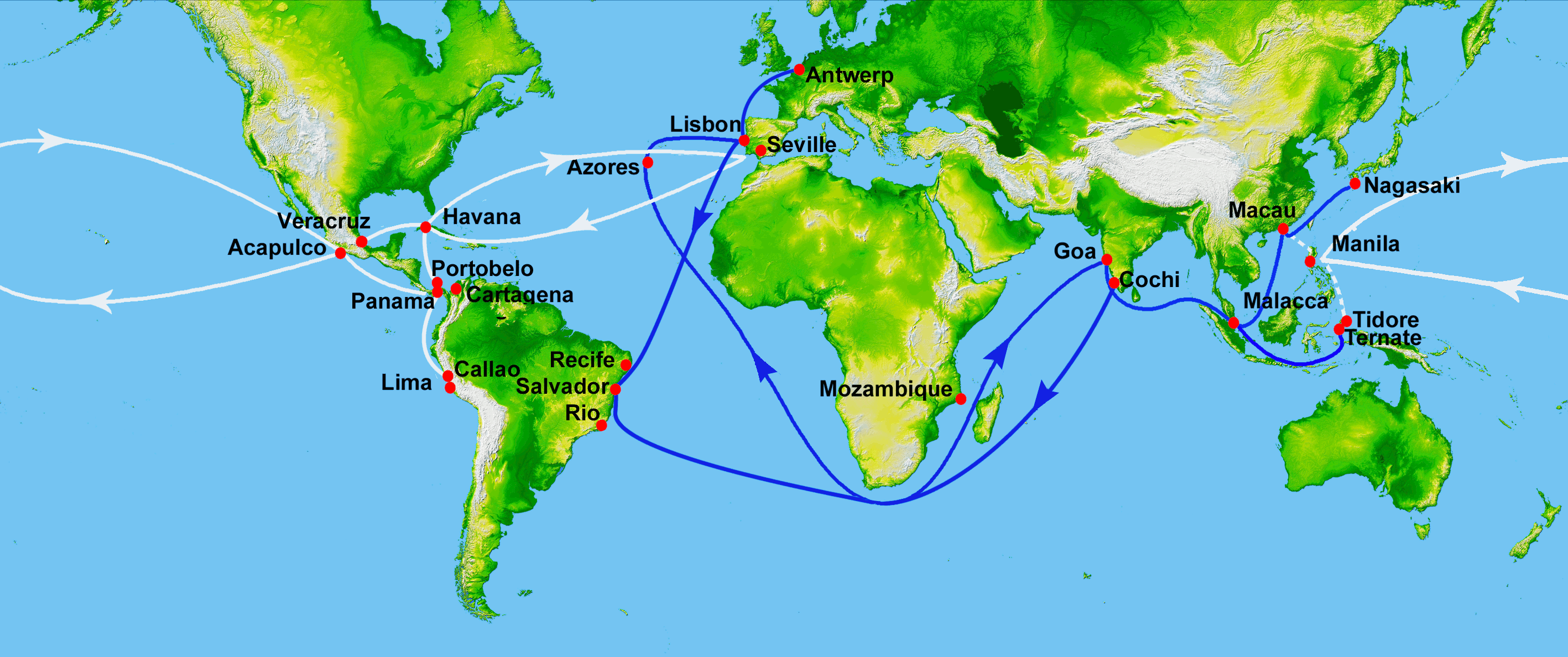
白色代表马尼拉大帆船在太平洋的航线和大西洋的船队，主要运载白银。（蓝色代表Portuguese Indian Armadas）

全球白银贸易在十六世纪至十九世纪，美洲、欧洲和中国之间是哥伦布交换的延伸，对世界经济产生了深远影响。许多学者认为，白银贸易标志着真正的全球经济的开始，一位历史学家指出，白银 “环游世界并推动世界运转”。 白银贸易是全球性的，但大部分白银最终落入了中国人的手中，因为在中国古时候，白银作为一种货币形式。白银贸易除了引发全球经济变化外，还在现代早期引发了一系列广泛的政治变革。几位著名历史学家总结道，“新世界矿山”“支持了西班牙帝国”，成为西班牙经济的关键。
大航海时代的西班牙人发现了大量的白银，其中大部分来自波托西银矿，推动他们的贸易经济。波托西的矿藏丰富，西属美洲银矿是世界上最便宜的银矿来源。西班牙人获得了白银，将其铸造成比索德奥乔，然后将其用作购买手段；这种货币普及，连美国也承认它有效，直到1857 年《铸币法》颁布。随着西班牙对白银的需求增加，开发了更有效地提取白银的新办法，例如使用汞从矿石中提取白银的混汞法。
1545 年发现波托西后的两个世纪中，西班牙从美洲的银矿生产了 4 万吨白银。到 18 世纪末，总共有超过 150,000 吨白银从波托西运出。从 1500 年到 1800 年，玻利维亚和墨西哥生产了世界上约 80%的白银，其中30%流入中国。 16世纪末17世纪初，日本也向中国和别的国家对外贸易大量出口。
正如前面提及到的一样，在白银进口贸易中，中国需求较多。中国对白银的巨大需求是由于铸造纸币“洪武通宝”和“大明通宝钞”的失败以及铸造铜币的困难造成的。经过中国历史上的各种变迁，白银在市场上发挥了更加重要的作用，并在1540年代成为中国的主导货币。 白银流入中国经历了两个周期：从1540年代到1640年代的波托西/日本周期和从1700年代上半开始的墨西哥周期。明朝境内白银的市场价值是其他地方的两倍，这为欧洲人和日本人提供了巨大的套利利润。由于中国明清银锭与新世界白银的含银量差异，套利利润的空间进一步放大。同时，中国在丝绸、陶瓷等非白银商品市场上也获得了大量套利收益，形成了多元套利体系。此外，中国白银的丰富性使得国家很容易铸造铸币，出现了许多识别和计量白银的方法和工具，解决了16世纪至19世纪白银识别和计量困难所带来的问题。十九世纪，这一过程呈现普遍，以至于中国地方政府官员会要求用白银纳税以至于白银最终支撑了整个中国经济。

## 美洲的白银

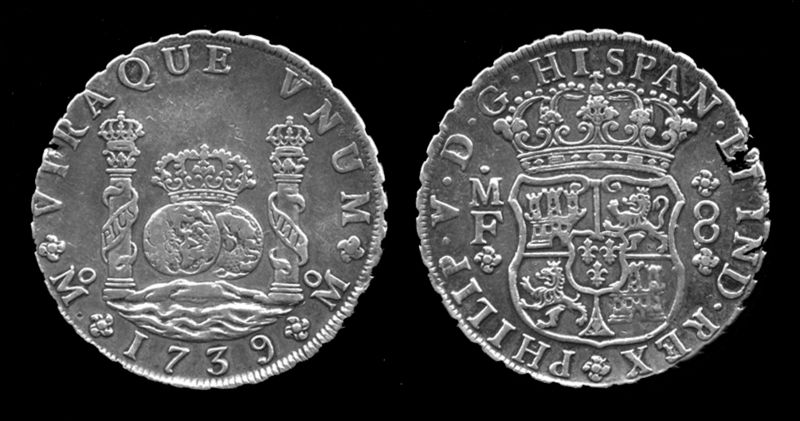
菲利普五世的银比索

15 世纪末和 16 世纪西班牙殖民美洲的主要动力是贵金属的发现、生产和贸易，当时贵金属严重短缺。西班牙人和其他欧洲国家一样，对丝绸和瓷器等中国商品也有很大的渴望。相反，欧洲人没有中国想要的任何货物或商品，所以他们从美洲新开采的白银进行交易，这些白银当时是中国长期短缺的白银所急需的，以弥补白银的短缺。他们的贸易逆差。西班牙帝国两个最重要的矿业殖民地玻利维亚和墨西哥，据估计从 16 世纪中叶到 1824 年殖民时期末期，这两个国家提供了 10 万吨白银。美洲最富有、产量最高的矿山是矿山。当时位于秘鲁总督辖区，即现在的玻利维亚。墨西哥最富有的营地位于萨卡特卡斯市，当时是新西班牙总督辖区的一部分。不过，该矿的产量远低于波托西矿。

### 美洲的采矿过程
印加人和其他土著人民相对简单的采矿和加工技术在 16 世纪初期主导了美国银矿开采。然而，汞齐化在16世纪中叶得到发展和普及后，美洲的采矿业开始依赖于汞齐化。汞合并极大地增加了美洲白银的产量，让白银在美国经济和蓬勃发展的全球经济中发挥核心作用。1575 年至 1590 年间，安第斯最著名的银矿波托西的产量因合并的使用而增加了六倍。万卡维利卡汞的存在加上轮换劳动制度提供的大量廉价劳动力mita使这种密集的生产成为可能。汞齐化是由一位西班牙人于 1550 年代在墨西哥中部发明的。历史学家对哪一个人是第一个发明该工艺存在争议，但大多数人都认为是西班牙人。水星是美洲生产成本最高的产品之一，因为其中大部分必须从西班牙的阿尔马登运输。产生的汞与银的比例约为二比一。此外，德国矿工在 1530 年代引进了冲压磨机和铅冶炼技术。尽管深井并不多，但经常使用火药炸开大孔来建造矿井。波托西拥有最多的矿石，但质量低于墨西哥。
美洲的采矿生产很大程度上依赖于墨西哥和玻利维亚的美洲印第安人劳动力。到了 17 世纪中，墨西哥的许多当地人都成为了雇佣工人。然而被称为“repartimiento”的劳动制度在一些地方仍然存在。与玻利维亚相比，墨西哥的白银生产相对便宜，墨西哥劳动力制度的总体趋势是工资劳动力。在玻利维亚的矿山中，米塔制度是当地劳动力服从的主要形式，尽管雇佣工人也在矿山工作。米塔制度下的当地人的工资要低得多，这是成本相对较高的玻利维亚继续生产白银所必需的。

## 白银的测量和鉴定
从 16 世纪到 19 世纪，白银在白银贸易中被用作货币。为了获取更多利益，不惜采用欺骗手段。因此，这一时期关于银币鉴定的书籍颇多，如《印谱》、《编印谱》、《新增阁国印实论》等。本书介绍了用银包铅或铜等欺骗方法。
同时，银的含量无法快速、方便地鉴定，因此人们研究了许多银的测量方法。例如，元宝是一种固定重量的白银，用于方便交易。还使用了灯头，一种测量银重量的工具。

## 第一张纸币
世界上第一个纸币（“飞钱”）是由中国人发明的，他们需要一些商品来支持它。传统硬币很有用，但大量购买所需的硬币可能体积庞大且运输起来很危险。当中国人制作出印有硬币图案的小纸片时，这个问题就得到了解决。由于其地理性质，中国自己没有实际数量的贵金属来支持他们发明的纸币。由于西班牙人没有找到黄金，但在玻利维亚和墨西哥发现了大量的白银，西班牙人和欧洲其他国家用这些白银从中国购买了他们选择的商品，解决了他们的两个问题。

## 白银地位的起承转合
从960年到1276年，即中国历史上的宋朝，白银作为货币的重要性在很长一段时间内不断增强。
1375年，明朝初期，明洪武皇帝设立洪武通宝和大明宝钞作为中国的货币。同时，他禁止黄金和白银作为货币，导致这两种贵金属的重要性下降。1425年，宝钞被废除。此外，明朝没有足够的钱来铸造铜钱，而铜钱是第一朝的第一种货币。因此，铜币的铸造在公元前14年被禁止。
1540年，由于纸币制造失败，铜币制造困难，白银在市场上发挥了更加重要的作用，成为中国的主导货币。

## 白银的全球流动

### 走进中国
全球与中国白银贸易的历史可以分为几个时期，包括1540年代至1640年代的波托西/日本周期和1700年代上半叶的墨西哥周期。
波托西/日本周期始于 1540 年代，原因是明代中国纸币体系因通货膨胀和假币盛行而衰落。 1571年，西班牙在美洲开始与中国直接贸易。马尼拉大帆船贸易在1597年达到顶峰，当时的贸易量超过120万比索。尽管1632年经济表现不佳，但贸易额每年增加24万比索。随着美洲和日本白银积累的增加以及大量白银进口导致中国白银供需市场的平衡，中国白银价格与世界白银价格趋同，出现波托斯/日本周期到1640年代结束。
墨西哥周期指的是 1700 年代上半。在此期间，由于进口甘薯、玉米和花生等耐寒的美国农作物，中国人口激增。随之而来的是一系列连锁反应：中国白银市场的发展，以及中国白银需求的不断增长。与此同时，拉美地区特别是墨西哥的白银产业蓬勃发展，成为白银对华出口的主要来源地。

### 全球白银贸易
美洲和日本生产的大部分白银的最终目的地是中国。来自美洲的白银大部分穿过大西洋流向远东。一条受欢迎的路线是绕好望角进入东部，有时会经过陆地。白银贸易的主要前哨位于东南亚国家，例如西班牙菲律宾。马尼拉市是美洲、日本、印度、印度尼西亚和中国之间货物交换的主要前哨。然而，大量的白银却跨越浩瀚的太平洋被运输也可以通过马尼拉帆船直接从美洲出发。由于受到西班牙君主制的阻碍，横渡太平洋的白银数量很少有记录，因此估计差异很大。
16世纪和17世纪期间，美洲还通过当地商人的经商积累了大量的白银。西班牙美洲各地的王室官员经常保护当地商人的活动，并制定鼓励当地垄断的保护主义政策。这意味着王室官员不仅对为西班牙经济积累白银感兴趣，而且对发展其特定地区的经济也有既得利益。此外，最终出口的大部分白银在运往港口城市出口之前仍在美洲广泛流通。例如，情况通过骡车定期将白银从波托西的矿场汇往布宜诺斯艾利斯，这不仅仅导致了白银的运输。相反，那些运输锡图阿多的人也会利用他们获得的白银在沿途进行自己的交易，从而定期向锡图阿多沿线地区注入白银。即使这些交换的白银最终到达布宜诺斯艾利斯或其他出口的港口城市，它也促进了美洲境内的大量交易。
白银也遍布世界其他地区。印度和欧洲都收到了相当数量的白银。这种白银通常在当地用来交换其他商品，例如黄金或农作物。在印度，白银从南方流向北方，黄金则相反。银和金通常被制成珠宝或作为珍宝储藏。

### 中国和白银需求
中国是白银流向的最终目的地。作为交换，中国人交换丝绸和瓷器等受欢迎的商品。由于明朝初期从纸币转向硬币，中国对白银的需求量很大。明朝纸币最终因自身通货膨胀以及无法阻止假钞的生产而失败。明朝尝试生产铜币作为一种新的货币形式，但产量并不一致。因此，白银变得具有很高的价值，因为它是一种可以在国外加工的有效货币。白银与黄金的双金属比例约为二比一，这意味着欧洲和日本商人赚取了大量利润。中国明清银锭与新世界白银的含银量相差3%至8%，进一步加大了白银全球流动的套利空间。
16世纪下半，中国、日本和东南亚国家之间的丝绸产品等昂贵商品和糖等廉价商品的贸易继续发展。这些商品的贸易毛利润100%到300%都可以由中国赚取，而产品本身的价格较低，就意味着更大的利润空间。与此同时，欧洲和日本贸易商从中国白银与世界其他地区的价差中获利。中国与其他国家之间的白银商品交易本质上是多重套利。
1640年代，中国的双本位比率与世界其他地区趋同，然后经历了另一次人口激增。新的人口增长是新世界作物引入中国的产物，主要是甘薯，因为甘薯更容易种植。此时，日本的银矿已基本枯竭，新大陆成为中国白银的主要来源。
16 世纪，日本最初是中国白银的主要来源地。作为白银的交换，中国将为日本提供丝绸和黄金。由于政治紧张，日本和中国没有直接进行贸易。这意味着欧洲实体和国家，例如荷兰和葡萄牙，充当两国之间的中间人。

### 白银的中间商：葡萄牙
由于中国对白银的需求量很大，以及波托西/日本流动期间（1540年代至1640年代）中国人对金钱的需求，葡萄牙商人与中国走私者合作，将白银从日本、英国和法国运到中国。在白银贸易中，将白银从日本流向中国的中间商所扮演的角色利润丰厚，葡萄牙人获得的利润为澳门提供了资金，而澳门是葡萄牙在中国默许的情况下在中国东南沿海建立的立足点。1540 年，日本港口成为中国商人寻求白银（中国珍贵商品）的热点地区。中国商人的涌入恰逢葡萄牙海员抵达东亚水域。葡萄牙商人很快与中国走私者合作，绕过明朝海上禁运，将日本白银运往中国市场。1583年至1591年期间，葡萄牙人从中国澳门乘船前往日本，运送的是白丝绸、黄金、麝香、瓷器等奢侈品，但从日本回程却只运送白银。

### 中国在白银领域地位
亚当·斯密在《国富论》中指出了全球白银贸易的巨大力量和巨大影响力。它的市场价值给他留下了深刻的印象，但更感兴趣的是这种单一的商业项目如何将新旧世界（即美洲和中国）结合在一起。尽管中国是全球贸易的齿轮，但日本对中国白银出口的巨大贡献对于世界经济以及中国的流动性和白银商品的成功至关重要。历史学家认为，如果不是日本的银矿开采，欧洲人可能会被排除在世界贸易之外，而中国可能会成为美洲殖民者征服的牺牲品。白银对于东亚进入全球贸易市场至关重要。明清时期，中国通过囤积白银来促进经济发展和贸易实力。
许多历史学家认为，白银促成了全球经济和贸易的诞生。根据这种观点，全球贸易始于1571年马尼拉建立，并因白银贸易的广泛和利润丰厚而成为连接美洲和亚洲的第一个贸易站。学者们发现，在 1600 年代初，从马尼拉运往中国的白银数量约为 300 万比索，即 94,000 公斤。
白银产量的稀缺被视为中国控制货币价值和支持本国货币的机会。白银是欧洲人唯一接受的贸易物品之一，与世界其他地区相比，白银在中国的价值是天文数字。 1600年至1800年间，中国平均每年接收白银100吨。16世纪末，长江下游附近的大量民众平均每户拥有数百两白银。
后来，清朝在1644年击败明朝后突然禁止西班牙白银输入中国，加上西班牙因饥荒和糟糕的金融政策而导致的长期经济停滞和衰退，同时结合了三十年战争结束时遭受了毁灭性的损失，所有这些都加速了西班牙帝国在 17 世纪下半的显着衰落，并被法国和后来的英国黯然失色。
西尔弗甚至在抵御丰臣秀吉企图接管朝鲜的过程中发挥了重要作用。明兵部向士兵送去白银约14万两（约7吨），并要求各省提供白银作为战事的赋税。16世纪，日本西南部的大名们希望全球贸易不受控制，但因明朝对华贸易政策而停止。尽管如此，日本仍然通过倭寇船只频繁抵达日本开采丰富的白银并交换货物而成为全球经济的参与者。日本通过与葡萄牙成功的三边贸易增加了财富和中国一样，日本现在也有中国商品可以提供给拥有自己银矿的葡萄牙人。明朝的创建者洪武皇帝实际上曾试图将白银从市场上消除，因为他担心元朝时期曾经历过通货膨胀。他的尝试包括对白银开采实施严格限制，以阻止白银流入市场，并随后用包钞或纸币取而代之。然而，这种货币从未普及，白银仍然作为全球货币。

## 鸦片出口
尽管存在一些限制，白银在欧洲的受欢迎程度仍继续推动贸易。再加上英国对中国茶叶的高需求，给欧洲各国政府造成了长期的贸易逆差，欧洲各国政府被迫冒着白银赤字的风险向亚洲商人供货。随着欧洲白银供应的减少，欧洲人购买令人垂涎的中国商品的能力下降。商人不再能够通过向西方出售中国商品赚取利润来维持对华贸易，被迫从欧洲流通中取出金条到中国购买商品。
18世纪末，英国东印度公司商人开始将印度鸦片引入中国市场。对鸦片的需求迅速增长，利润丰厚，中国鸦片商开始寻找更多的鸦片供应商，从而开启了鸦片贸易；一位商人宣称鸦片“就像黄金一样，随时可以出售”。从1804年到1820年，清朝需要资助镇压白莲教起义，中国商人很快开始出口白银来购买鸦片，而不是欧洲人用贵金属购买中国商品。
清廷就是否以及如何结束鸦片贸易进行了争论，最终制定了消费法规。然而，这一措施导致欧洲人和中国商人的毒品走私活动增加。1810年，道光皇帝就此事下旨：“鸦片有害。鸦片是毒药，败坏风俗道德，法律禁止使用。”  1836年，宫廷就是否使该药物合法化或打击其使用进行辩论后，皇帝决定选择后者。清官林则徐以“毒品沙皇”的身份领导了鸦片运动”。英国人因没收他们的鸦片财产而感到愤怒，派遣了一支大型海军远征队前往中国，以结束他们长期以来与该国进行贸易的限制条件。由此开始了第一次鸦片战争，英国的工业化军事力量在这场战争中爆发了。中国的溃败已经证明了这一点。1842年主要按照英国条款结束战争的《南京条约》对中国主权施加了许多限制，并向欧洲商人开放了五个港口。

## 另请参阅
- 重金主义
- 物价革命
- 西班牙帝国
- 荷兰东印度公司
- 不列颠东印度公司
- 贸易银元 (美国)